# Iniciativa per a la Reforma Horària
La Iniciativa per a la Reforma Horària – Ara és l'Hora és una entitat que pretén incidir en la reforma dels horaris de manera que s'assoleixi l'adaptació a uns «temps més humans i més cívics en el marc de les transformacions de la Catalunya que ve». Es va presentar en públic el 29 de gener de 2014 en un acte al Centre de Cultura Contemporània de Barcelona.
Impulsada per Fabián Mohedano, el grup promotor de la iniciativa està format per Javier Albares, metge; Assumpta Baig, mestra; Sara Berbel, psicòloga social i experta en polítiques de gènere; Salvador Cardús, professor; Lluís Casado, consultor; Trinitat Cambras, professora de la Universitat de Barcelona; Núria Chinchilla, professora d'IESE Business School; Josep Ginesta, treballòleg; Elvira Méndez, directora general de l'Associació Salut i Família; Sara Moreno, professora de QUIT - Universitat Autònoma de Barcelona; Jordi Ojeda, professor de la Universitat de Barcelona; Mercè Otero, professora jubilada; Jordi Pigem, filòsof i escriptor; Cristina Sánchez-Miret, professora de la Universitat de Girona; Esther Sánchez, professora de la Universitat Ramon Llull - ESADE; Elena Sintes, sociòloga.
Els impulsors de la iniciativa consideren que els horaris «anòmals» de Catalunya condueixen a problemes de conciliació familiar i de sinistralitat, i incideixen en aspectes com la productivitat, l'èxit escolar o el comerç. L'origen d'aquests horaris el situen en el desarrollismo espanyol de la dècada de 1960 i meitat de la de 1970, mitjançant el qual la dictadura franquista va succeir l'etapa autàrquica. Per això, afirmen que cal adaptar els horaris a les necessitats de la gent i reclamen major flexibilitat de l'horari laboral.
El març de 2014 el Govern de Catalunya s'afegí a la Iniciativa per a la Reforma Horària i creà un grup de treball interdepartamental per estudiar propostes de racionalització horària. El Departament d'Empresa i Ocupació preveu planificar proves pilot per al 2015. El Parlament de Catalunya va establir una comissió d'estudi de la reforma horària.